# Atelier Rorona: The Alchemist of Arland
Atelier Rorona: The Alchemist of Arland, in Giappone Rorona no atelier: Arland no renkinjutsushi (ロロナのアトリエ ～アーランドの錬金術師～?), è un videogioco di ruolo giapponese sviluppato dalla Gust. Il videogioco è stato pubblicato per PlayStation 3 il 25 giugno 2009 in Giappone e ripubblicato con il titolo Best Version il 23 settembre 2010 per via delle sue vendite. La versione americana del titolo è stata distribuita il 28 settembre 2010, mentre quella europea il 22 ottobre 2010.
Atelier Rorona è l'undicesimo capitolo della serie di videogioco Atelier, e prosegue la falsariga alchemica degli altri titoli. Si tratta del primo titolo della serie ad essere sviluppato per PlayStation 3, oltre ad essere il primo a sfruttare grafica in 3D a differenza di tutti i titoli precedenti, che erano stati sviluppati con grafica bidimensionale.
Atelier Rorona ha ricevuto generalmente critiche positive sin dalla sua commercializzazione, ricevendo il giudizio di 90/85/80/75 dalla rivista Dengeki PlayStation, e 8/7/8/7 dalla rivista Famitsū. Gamespot ha assegnato al titolo un voto di sei su dieci.
Un sequel intitolato Atelier Totori: Alchemist of Arland 2, che si svolge cinque anni dopo gli eventi di Atelier Rorona, è stato pubblicato in Giappone il 24 giugno 2010.
Nel 2013 è stato messo in commercio un remake chiamato "New Atelier Rorona: The Real Story of Alchemist of Arland" (Shin Rorona no Atorie Hajimari no Monogatari ~Aarando no Renkinjutsushi), esclusivamente per il mercato giapponese. Successivamente il gioco sbarca nel resto del mondo con il nome di Atelier Rorona Plus e presenta degli extra notevoli rispetto alla prima versione del gioco: rinnovamento completo del battle system, personaggi ridisegnati con la grafica di Atelier Meruru, costumi ed accessori per la protagonista e un'avventura aggiuntiva ambientata qualche anno dopo la fine della storia principale. Inoltre all'interno del gioco si potranno usare i personaggi principali di Atelier Totori e Atelier Meruru.

## Accoglienza
La rivista Play Generation lo classificò come il settimo migliore gioco di ruolo del 2010.